# 乌恩
乌恩（Un），是印度古吉拉特邦Surat县的一个城镇。总人口28761（2001年）。

## 人口
该地2001年总人口28761人，其中男性18644人，女性10117人；0—6岁人口4077人，其中男2137人，女1940人；识字率68.99%，其中男性为75.85%，女性为56.33%。